# Liste des quartiers de Los Angeles

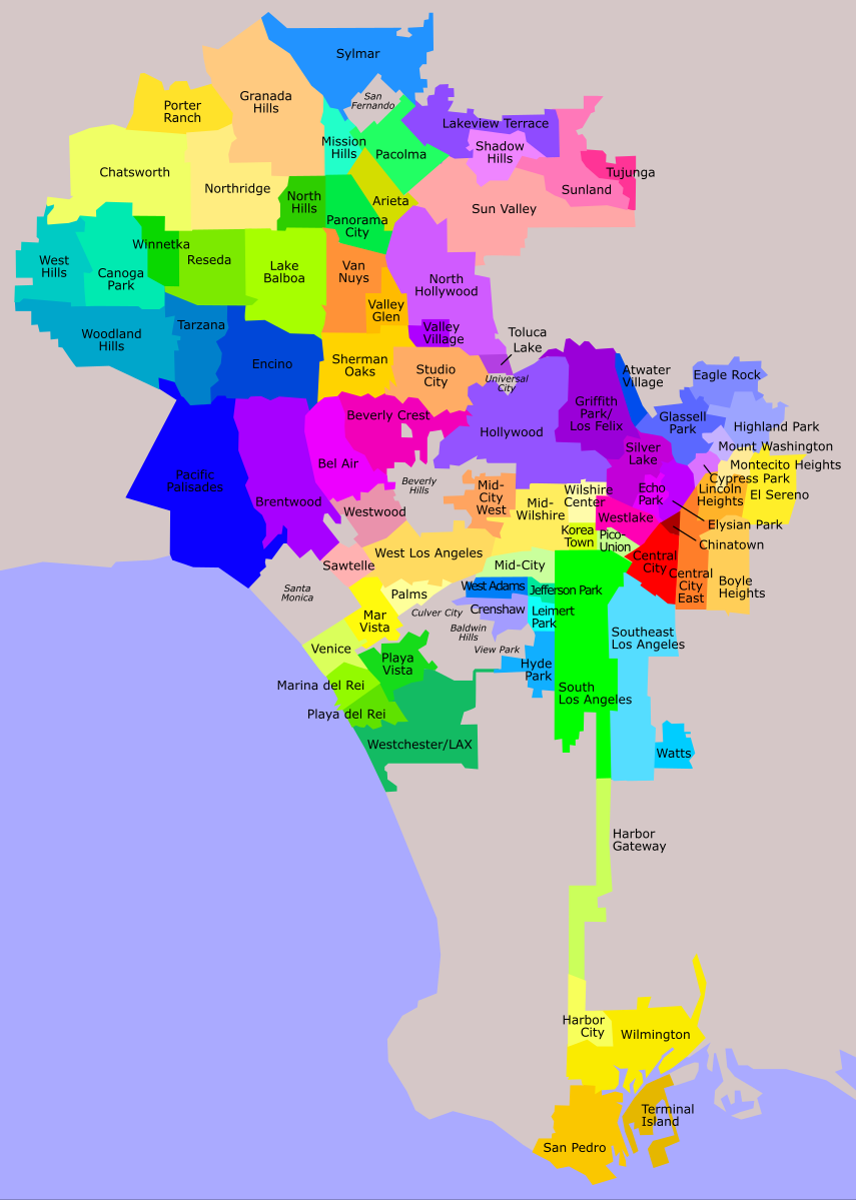
Carte de la ville de Los Angeles et de ses quartiers.

La liste des quartiers de Los Angeles recense une majorité des quartiers reconnus de la plus grande ville de Californie et de la deuxième ville la plus peuplée des États-Unis, Los Angeles. On pourrait croire que la ville de Los Angeles ne comprend que les gratte-ciel de son centre, il en est tout autrement dans la réalité : les rues de South Los Angeles, les tentacules urbains de la vallée de San Fernando et les propriétés de Hollywood et de Bel-Air ajoutent au territoire de la ville de Los Angeles un important degré de diversité. L'histoire de la ville et de sa croissance, grâce aux nombreuses annexions, a permis à de nombreuses communautés distinctes de se former sur son territoire. Bien que les tremblements de terre et l'urbanisme particulier de la ville aient effacé beaucoup de ce qui permettait de distinguer ces différences, celles-ci existent toujours.
Les quartiers suivants sont regroupés par zones et sont tous situés à l'intérieur des limites de la ville de Los Angeles :

## Centre (Central L.A.)

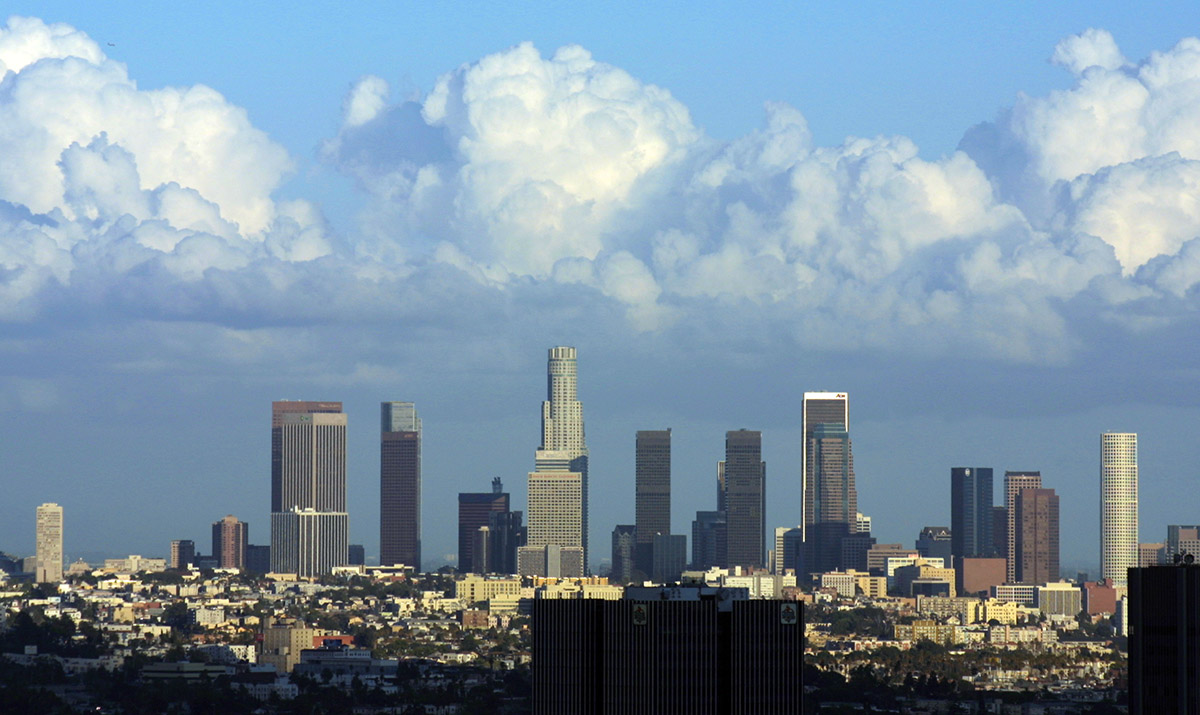
Les gratte-ciel du Financial District, secteur du quartier de Downtown Los Angeles.

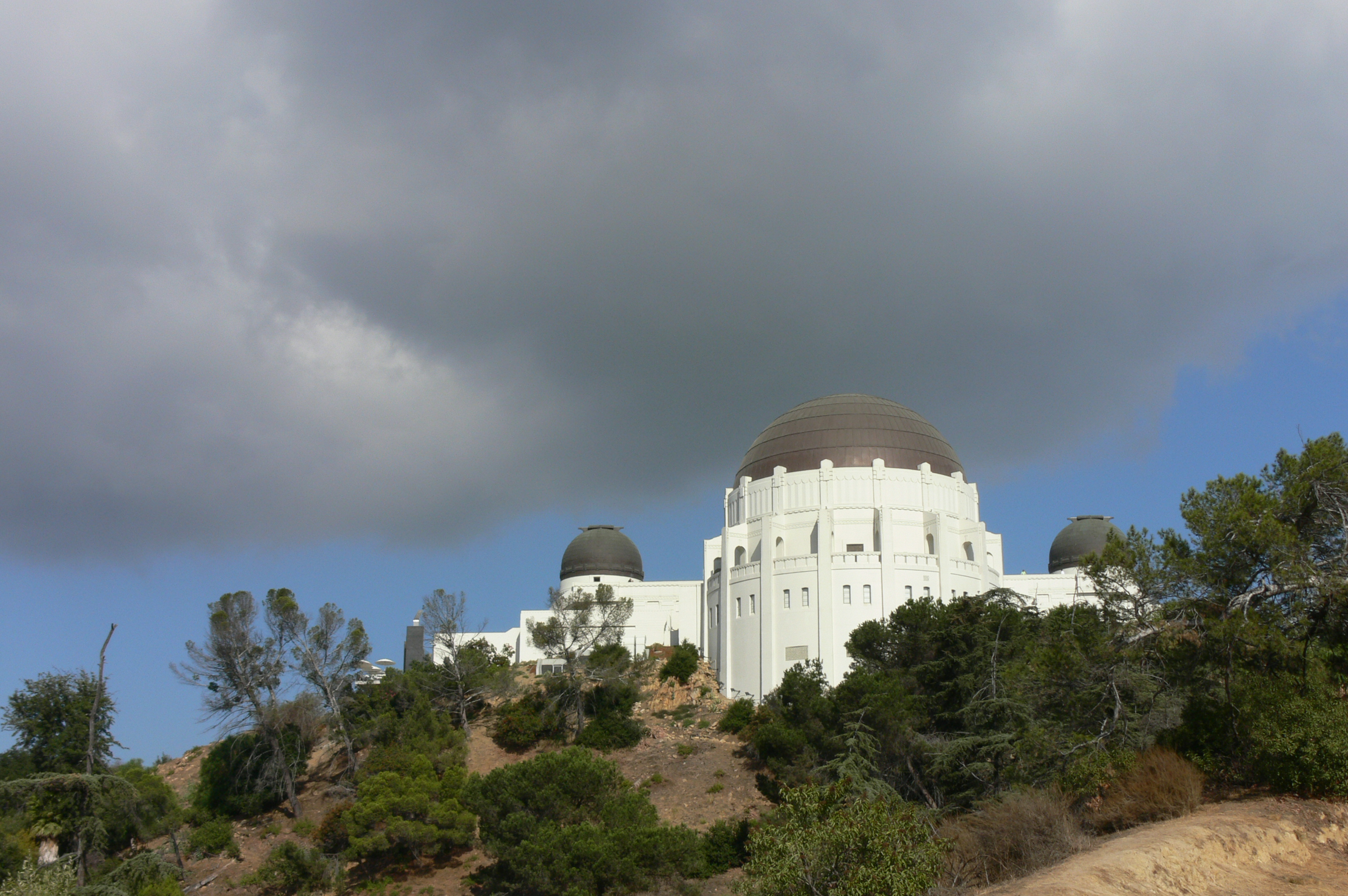
L'observatoire Griffith, dans le quartier de Los Feliz.

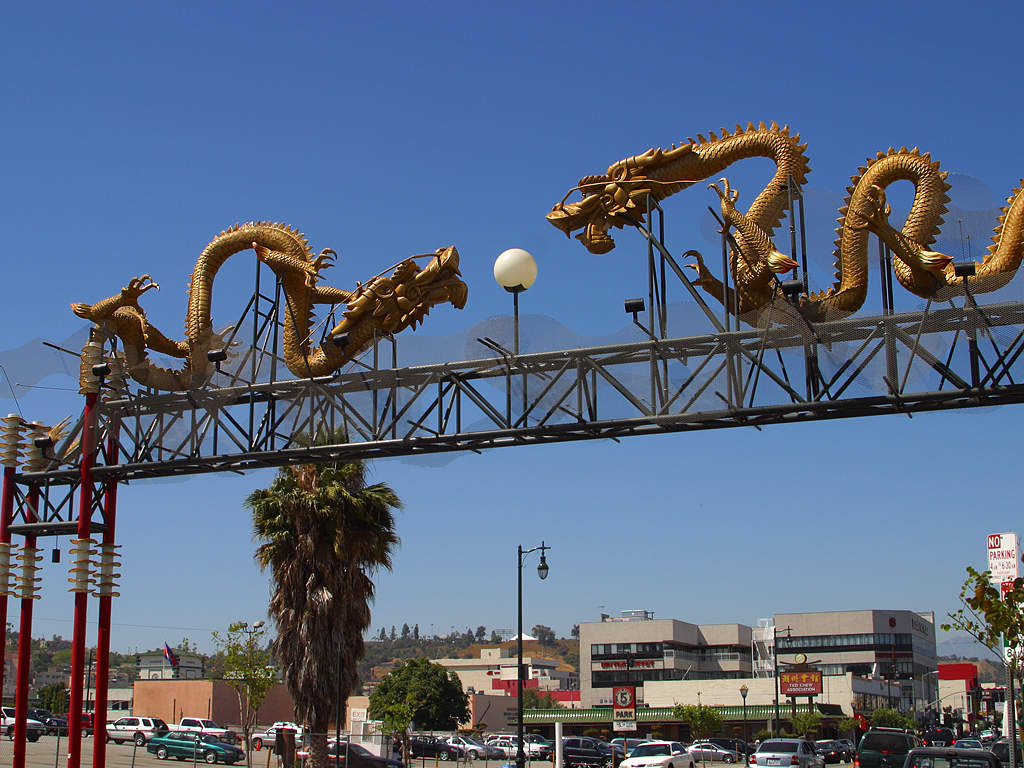
L'entrée de Chinatown.

D'après le site du Los Angeles Times, la zone est divisée en 29 quartiers, en plus de la ville de West Hollywood.
- Arlington Heights
- Beverly Grove
- Carthay
- Chinatown
- Downtown Los Angeles
- East Hollywood
- Echo Park
- Elysian Park
- Elysian Valley
- Fairfax
- Griffith Park[2],[n 1]
- Hancock Park
- Harvard Heights
- Historic Filipinotown
- Hollywood
- Hollywood Hills
- Hollywood Hills West
- Koreatown
- Larchmont
- Laurel Canyon
- Little Armenia
- Little Ethiopia
- Little Tokyo
- Los Feliz
- Mid-City
- Mid-Wilshire
- Pico-Union
- Silver Lake
- Skid Row
- Westlake
- Windsor Square

## Est (Eastside)
Cette région est divisée en quatre parties, dont les trois quartiers suivants : 
- Boyle Heights
- El Sereno
- Lincoln Heights

## Nord-Est (Northeast)

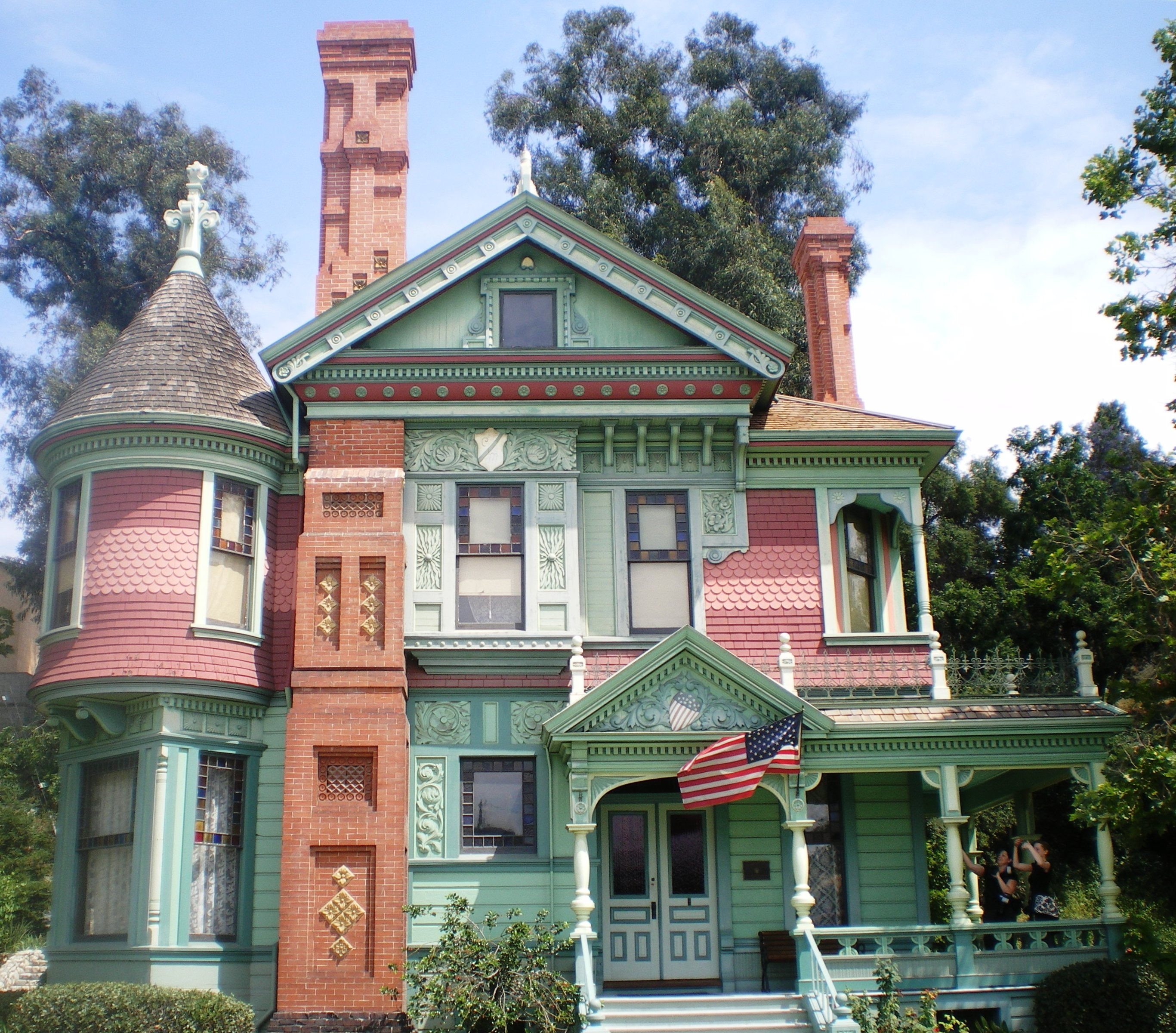
Hale House, Heritage Square.

La zone est composée de sept quartiers :
- Atwater Village
- Cypress Park
- Eagle Rock
- Garvanza
- Glassell Park
- Highland Park
- Lincoln Heights
- Montecito Heights
- Mount Washington

## Ouest (Westside)

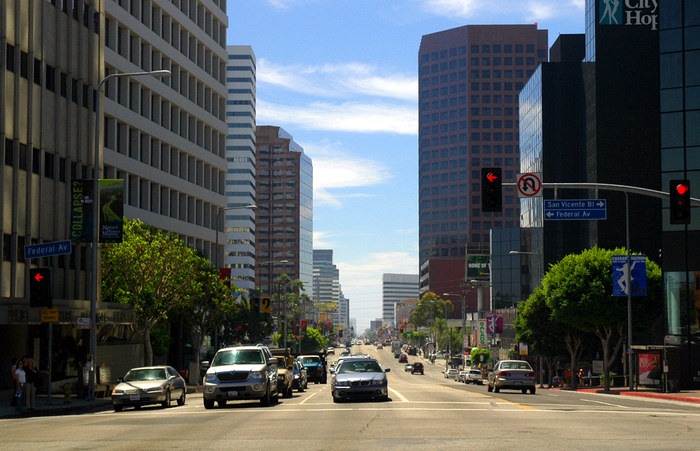
Wilshire Boulevard à Brentwood.

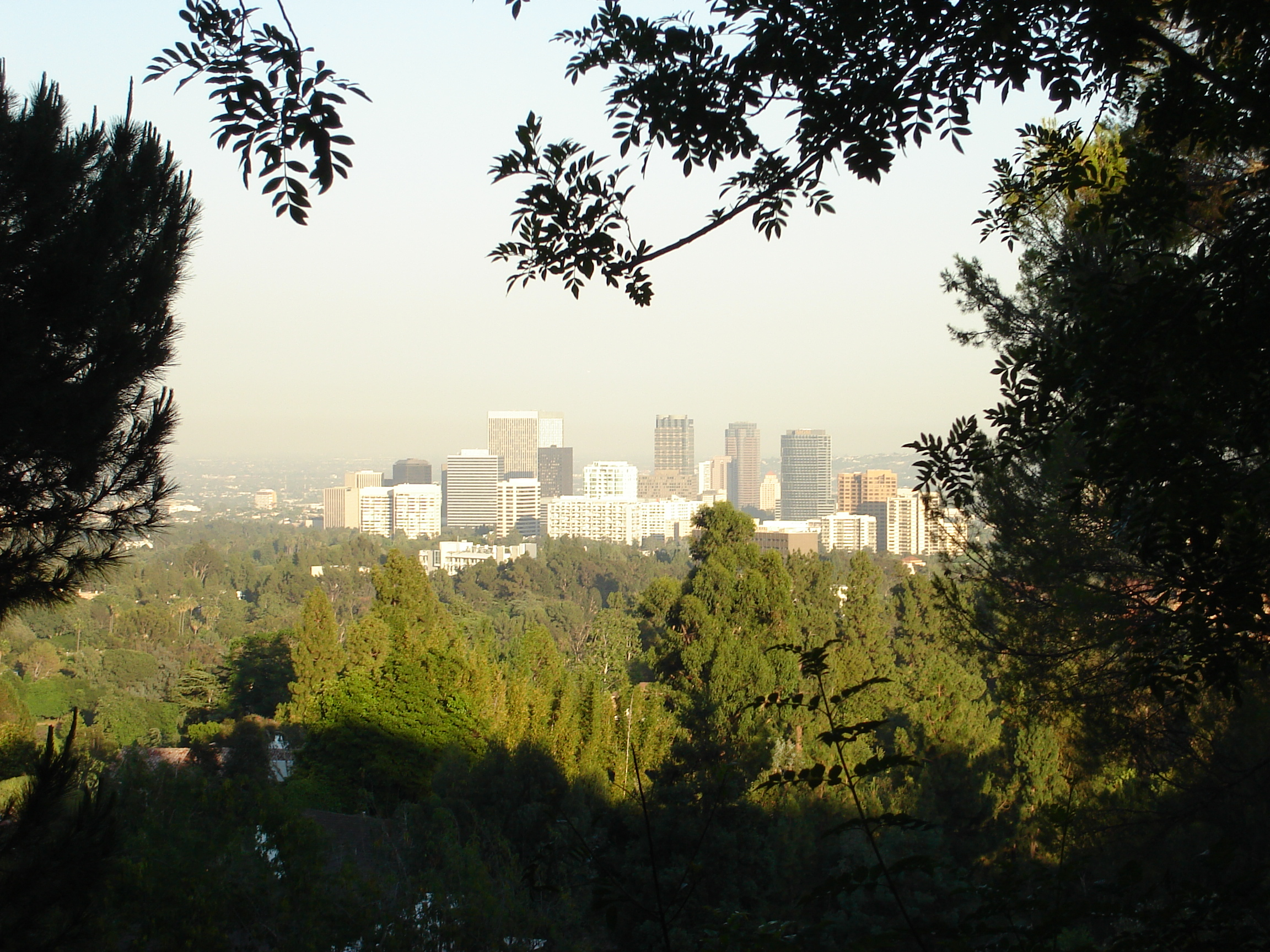
Bel Air.

- Bel Air
- Beverly Crest
- Beverlywood
- Brentwood
- Century City
- Cheviot Hills
- Del Rey
- Holmby Hills
- Mar Vista
- Pacific Palisades
- Palms
- Pico-Robertson
- Playa Vista
- Rancho Park
- Sawtelle
- Venice
- West Los Angeles
- Westwood

## South Bay
Cette zone géographique abrite surtout des municipalités et des zones « non-incorporées » ; ainsi seulement deux quartiers de Los Angeles s'y trouvent :
- Playa del Rey
- Westchester

## Sud (South Los Angeles)

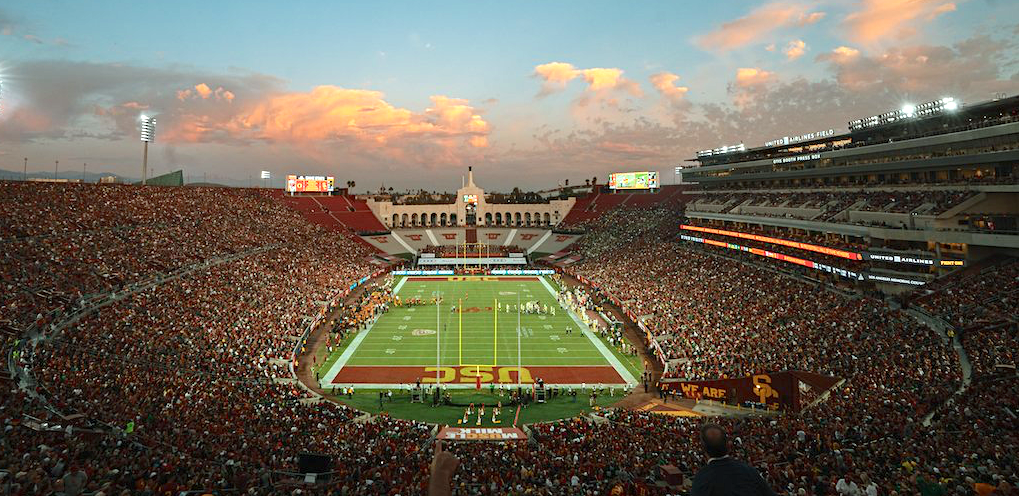
Le Los Angeles Memorial Coliseum.

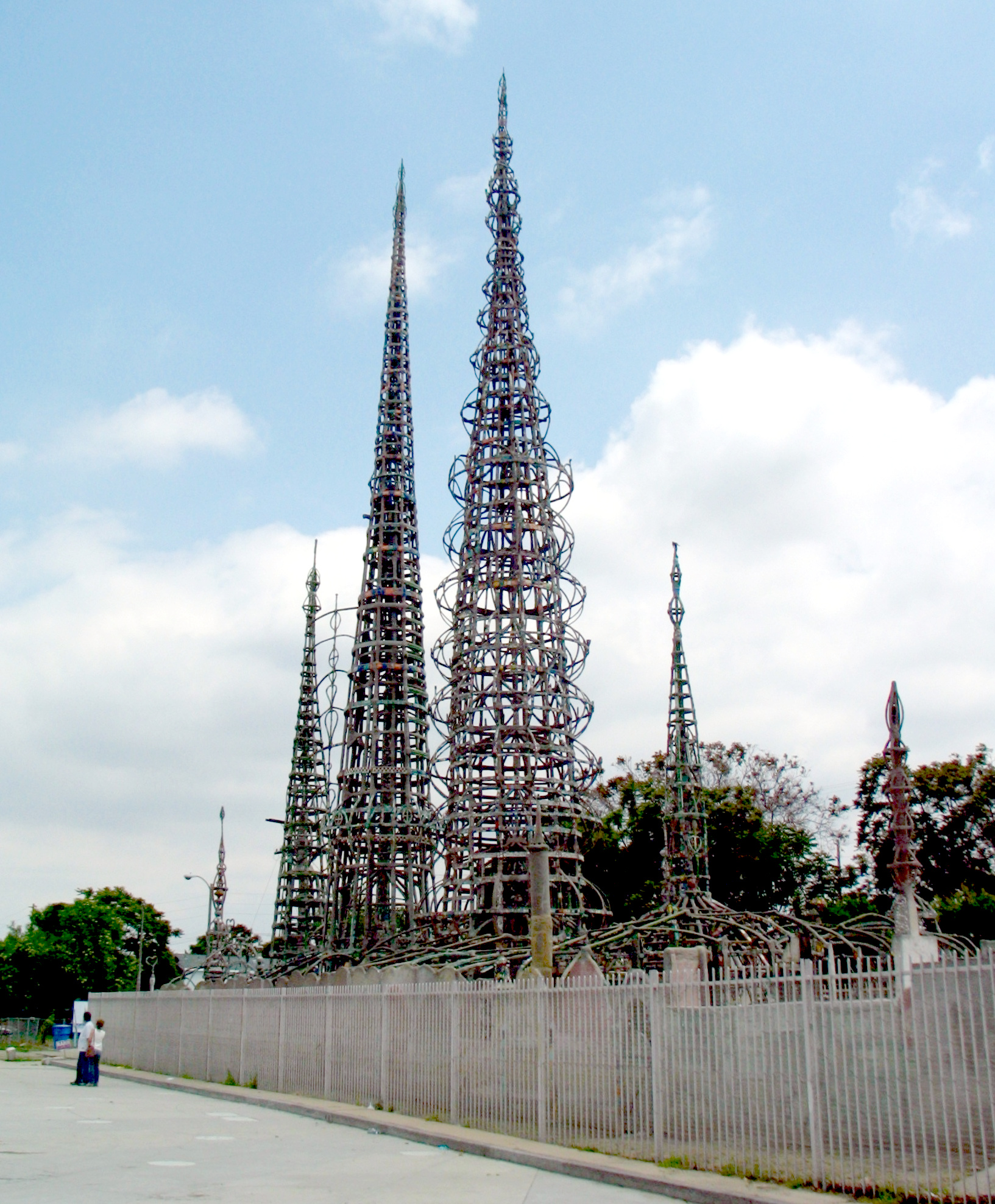
Watts Towers.

- Adams-Normandie
- Baldwin Hills
- Broadway-Manchester
- Central-Alameda
- Chesterfield Square
- Crenshaw
- Exposition Park
- Florence
- Gramercy Park
- Green Meadows
- Harvard Park
- Historic South-Central
- Hyde Park
- Jefferson Park
- Leimert Park
- South Park
- University Park
- Vermont-Slauson
- Vermont Square
- Vermont-Vista
- Watts
- West Adams

## Vallée de San Fernando(San Fernando Valley)

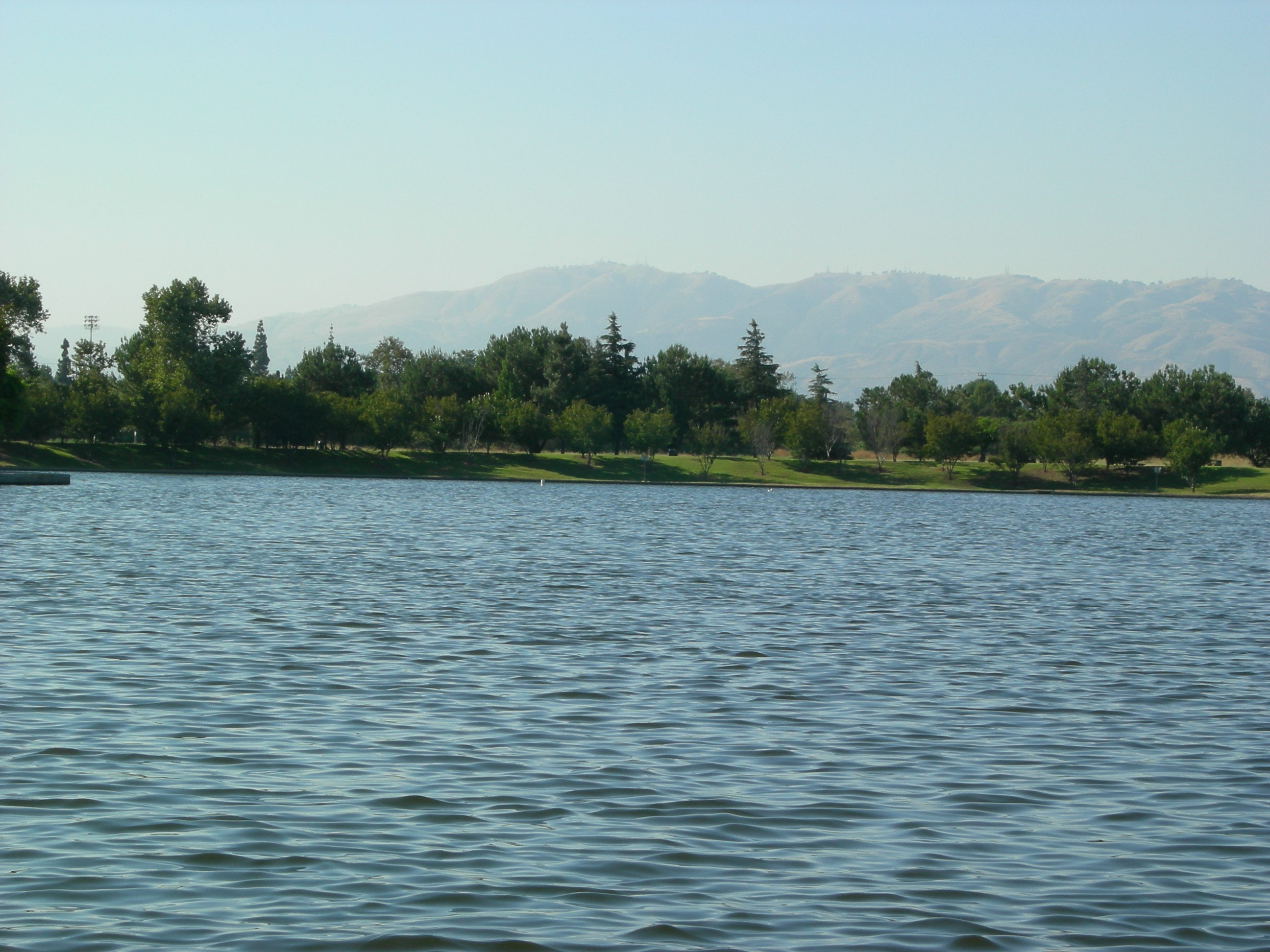
Lake Balboa.

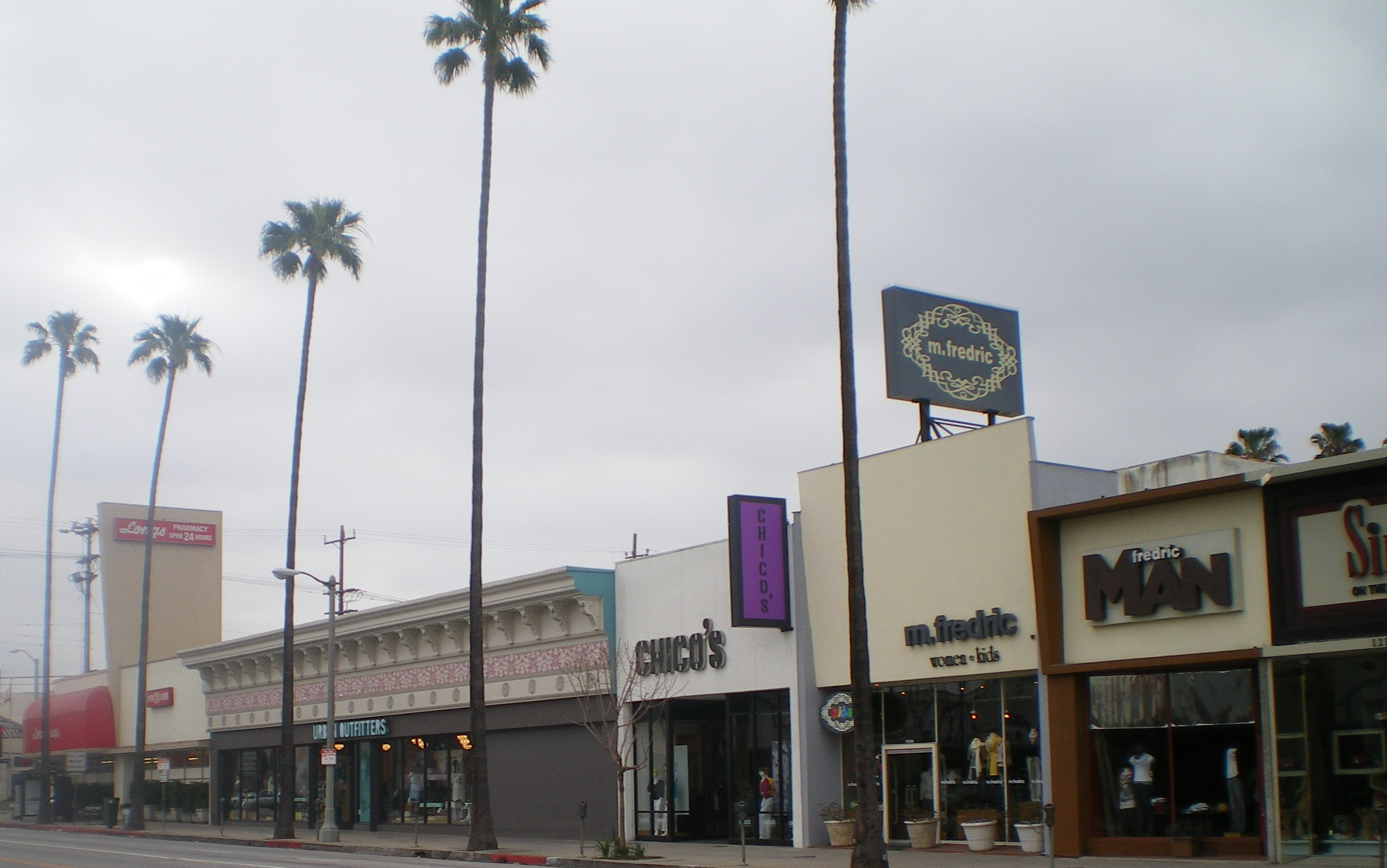
Studio City.

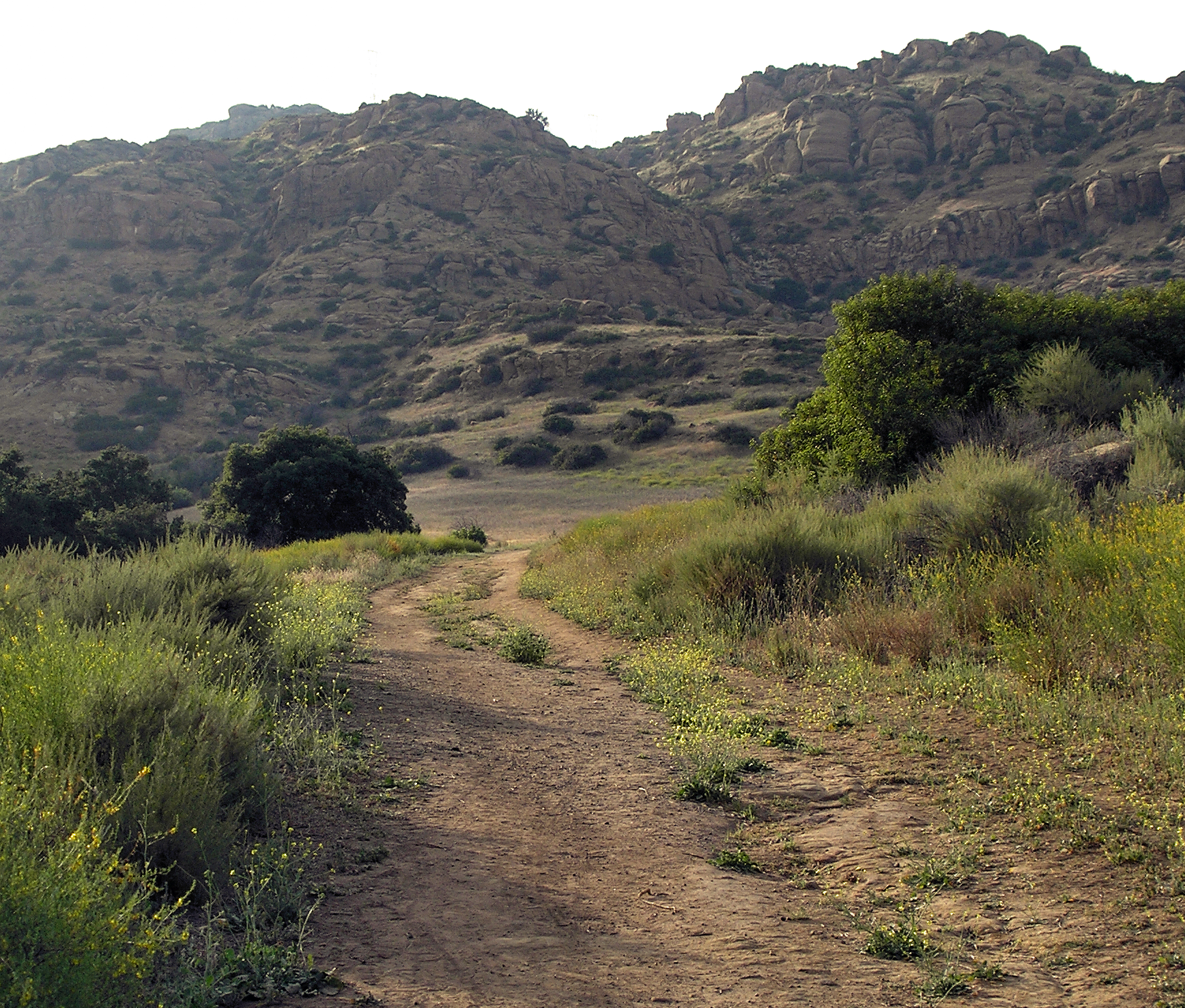
Chatsworth.

- Arleta
- Canoga Park
- Chatsworth
- Encino
- Granada Hills
- Lake Balboa
- Lake View Terrace
- Mission Hills
- North Hills
- North Hollywood
- Northridge
- Pacoima
- Panorama City
- Porter Ranch
- Reseda
- Shadow Hills
- Sherman Oaks
- Studio City
- Sun Valley
- Sylmar
- Tarzana
- Toluca Lake
- Valley Glen
- Valley Village
- Van Nuys
- Warner Center
- West Hills
- Winnetka
- Woodland Hills

## Verdugos
Cette zone comprend les villes de Pasadena et de Glendale, et seulement un quartier de Los Angeles s'y trouve :
- Sunland-Tujunga

## Zone portuaire (Harbor)

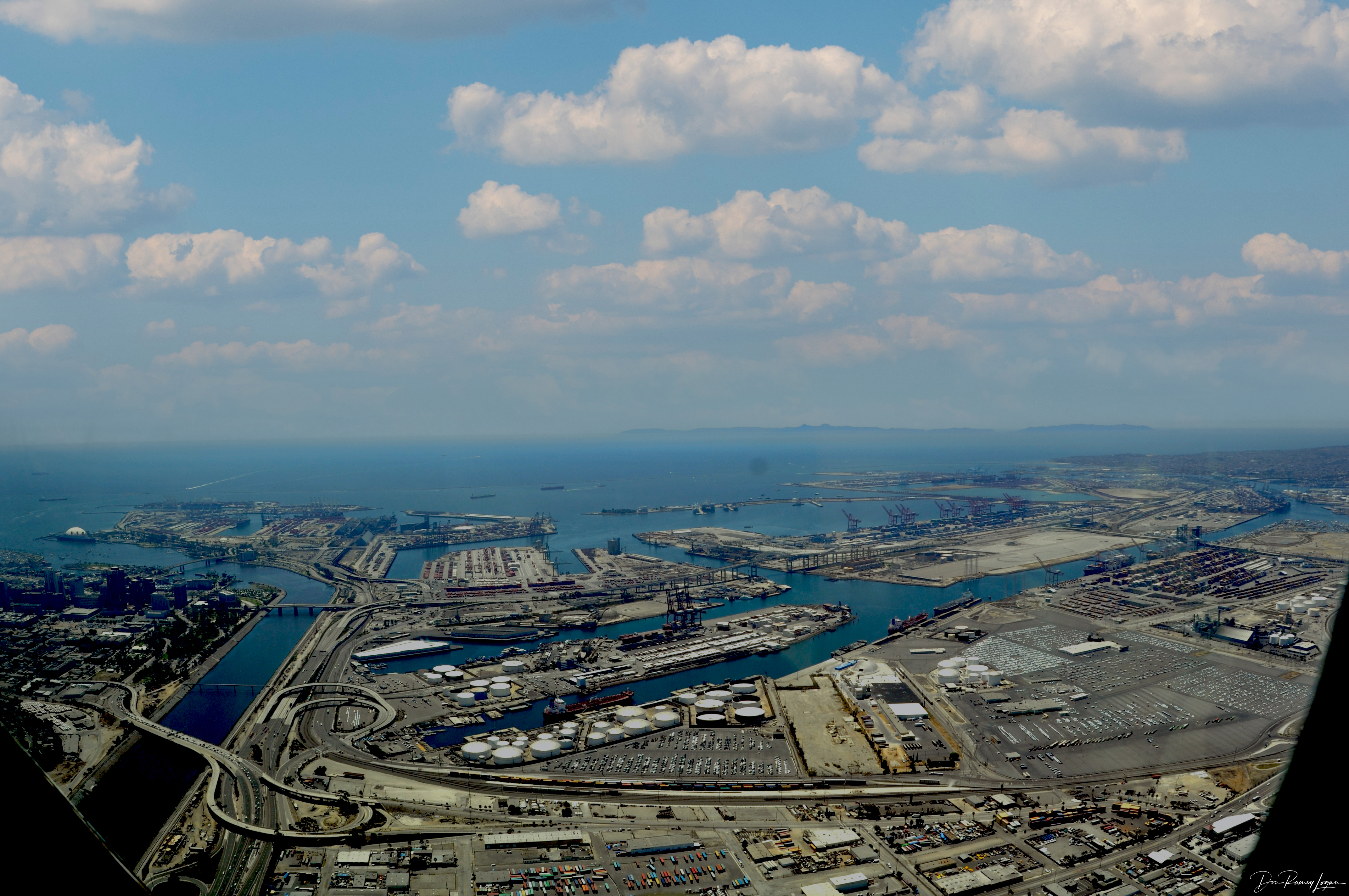
Une vue de la zone portuaire à Terminal Island.

La zone est divisée en 13 parties, dont les cinq quartiers suivants :
- Harbor City
- Harbor Gateway
- San Pedro
- Terminal Island
- Wilmington